# Piotr (Łukjanow)
Piotr, imię świeckie Pawieł Andrejewicz Łukjanow, Loukianoff (ur. 9 sierpnia 1948 w San Francisco, zm. 8 listopada 2024) – biskup Rosyjskiego Kościoła Prawosławnego poza granicami Rosji.

## Życiorys
Ukończył rosyjskie gimnazjum Świętych Cyryla i Metodego w San Francusco. Był ministrantem i asystentem biskupa San Francisco Jana w ostatnim roku jego życia (1965-1966). Dwa miesiące po śmierci biskupa rozpoczął naukę w seminarium duchownym przy monasterze w Jordanville. Oprócz dyplomu seminarium w 1972 r. uzyskał tytuł magistra literatury rosyjskiej na uniwersytecie w Norwich. Ukończył również studia teologiczne na Uniwersytecie Belgradzkim. Od 1972 r. wykładał historię Rosyjskiego Kościoła Prawosławnego, Nowy Testament i historię świata i cywilizacji w seminarium w Jordanville. 
W 1988 r. złożył wieczyste śluby mnisze, po czym przyjął święcenia diakońskie z rąk arcybiskupa troicko-syrakuskiego Ławra. 25 kwietnia 1989 przyjął święcenia na hieromnicha. Od 2000 do 2002 przebywał w Jerozolimie jako kierownik misji prowadzonej przez swój Kościół na terytorium Izraela. W 2002 został tymczasowym administratorem eparchii Chicago i Detroit. 12 lipca 2003 miała miejsce jego chirotonia na jej biskupa pomocniczego, z tytułem biskupa Cleveland, w której jako konsekratorzy wzięli udział metropolita Ławr, arcybiskup Chicago Alipiusz oraz biskup San Francisco Cyryl.
W 2016 został wyznaczony na nowego ordynariusza eparchii Chicago i Detroit i został podniesiony do godności arcybiskupiej. Urząd sprawował do śmierci w listopadzie 2024 r.